# Yên Thành công
Yên Thành công (chữ Hán: 燕成公; trị vì: 455 TCN-439 TCN), tên là Cơ Tái (姬載), là vị vua thứ 32 của nước Yên - chư hầu nhà Chu trong lịch sử Trung Quốc.
Không rõ thân thế của ông. Năm 455 TCN, vua thứ 31 nước Yên là Yên Hiếu công mất, Cơ Tái lên nối ngôi, tức Yên Thành công.
Sử sách không ghi rõ những hành trạng của ông trong thời gian ở ngôi.
Năm 439 TCN, Yên Thành công mất. Ông ở ngôi 17 năm. Yên Mẫn công nối ngôi.
Theo ghi chép trong Trúc thư kỉ niên, ông ở ngôi từ 464 TCN đến 450 TCN.